# Давыдов, Владимир Александрович
 Владимир Александрович Давыдов (1816—1886) — полковник русской императорской армии, действительный статский советник из рода Давыдовых. В начале 1860-х годов получил известность из-за громкого бракоразводного процесса.

## Биография
Родился в 1816 году. Был единственным сыном генерал-майора Александра Львовича Давыдова от брака его с Аглаей де Грамон, дочерью французского эмигранта-роялиста герцога Антуана де Граммона. 
Племянник знаменитого генерала Н. Н. Раевского и тайного советника П. Л. Давыдова. Детские годы провёл на Украине в усадьбе Каменка, где встречался с Пушкиным, давшим ему прозвище «маленький Фальстаф».
После окончания обучения в Петербургском институте Корпуса инженеров путей сообщения в мае 1834 года был зачислен прапорщиком в Корпус путей сообщения. В ноябре 1839 года был переведен в Орденский кирасирский полк. С 1841 года — поручик Ахтырского гусарского полка. 10 сентября 1841 года в Петербурге женился на дочери генерал-лейтенанта Д. А. Герштенцвейга, Марии (1821—1841), и состоял у него адъютантом.
24 апреля 1842 года был прикомандирован к Кавалергардскому полку, с января 1843 года корнет, с декабря того же года поручик; 19 декабря 1844 года по болезни вышел в отставку. В 1852 году вновь вернулся на службу и был определён капитаном в Кабардинский полк. С декабря 1853 года состоял адъютантом при начальнике главного штаба войск на Кавказе князе А. И. Барятинском.
В 1854 году за отличие против горцев был произведен в майоры, с оставлением в той же должности и с зачислением по армии. В феврале 1856 года перевелся в Тифлисский гренадерский полк и исполнял особые поручения главнокомандующего кавказского корпуса, с зачислением по армейской пехоте. За отличие по службе в 1858 году был пожалован в подполковники, в 1860 году в полковники. С декабря 1860 года по февраль 1861 года исправлял должность генерал-интенданта армии. 25 мая 1861 года был уволен от службы, с мундиром.
По словам современников, в тифлисском обществе Давыдов был известен под прозвищем «Грамон». Женившись вторым браком в марте 1854 года на дочери отставного подпоручика князя Орбелиани — Елизавете Дмитриевне (1835—1899), — он «очутился не на шутку в роли тех баранов, о которых Вергилий говорил „sic vos non vobis“ (вы работаете, а плата достается другим)». В числе прочих любовниц наместника Кавказа более других привлекала к себе мадам Давыдова. Владимир Александрович всё понимал и всё видел, но ему хотелось быть генерал-провиантмейстером Кавказской армии; Барятинский же не соглашался дать ему это место, чтобы не возбудить слишком большого скандала.
Рассердившись, Давыдов в марте 1861 года увез жену из Тифлиса в Одессу, чтобы оттуда уехать с ней за границу. Но, пока он «радовался выгодному курсу своего золота и с большим усердием поигрывал на скрипке», в одно утро жена его ушла из номера их гостиницы в церковь и больше не вернулась. При содействии родственницы Варвары Шуазель-Гуфье В. А. Давыдов переехал в дом княгини Е. К. Воронцовой и в продолжение шести недель пытался добыть сведения о пропавшей жене. Узнав, что она не утонула и не ушла в монастырь, а сбежала с фельдмаршалом Барятинским за границу, Давыдов уехал за ними. В Штутгарте он вызвал Барятинского на дуэль и между ними «состоялся глупейший поединок».
После долгих переговоров с князем Давыдов понял, что сможет восстановить о себе хорошее мнение в обществе только тем, если даст своей жене развод. С мая по октябрь 1863 года в С.-Петербургской Духовной консистории рассматривался шумный бракоразводный процесс Давыдовых, начатый по прошению Елизаветой Дмитриевной. Она обвиняла мужа в «нарушениях Святости брака прелюбодеянием». При разводе Синод подверг Давыдова семилетней церковной епитимье и запретил ему вступать в новый брак, тогда как Елизавете Давыдовой было позволено связать себя узами брака с генерал-фельдмаршалом.
С 1 декабря 1867 по 26 мая 1878 года исправлял должность предводителя дворянства Гродненской губернии. Затем по 1880 год состоял при Министерстве внутренних дел в распоряжении московского генерал-губернатора. 
Последние годы жизни Давыдов подолгу жил за границей. Умер без потомства от болезни печени 29 мая (10 июня) 1886 года в Париже; похоронен на кладбище Монмартр.